# Гребля Фум-ель-Ханга
Гребля Фум-ель-Ханга (Foum El-Khanga) – гідротехнічна споруда на півночі Алжиру. Також відома як гребля Уед-Черф (Oued Cherf).
Греблю спорудили в 1995 році на уеді Черф – правій твірній уеду Сейбусе (Seybouse), який впадає до Середземного моря на східній околиці Аннаби. Площа водозбірного басейну вище від греблі становить 1735 км2. Головним призначенням споруди є водопостачання та іригація (зрошення змогли розпочати лише в 2010-му через затримки зі спорудженням відповідної системи). 
В межах проекту долину уеду перекрили кам’яно-накидною греблею із глиняним ядром висотою 60 метрів, довжиною 397 метрів та шириною по гребеню 9 метрів. 
Гребля утворила водосховище об’ємом 157 млн м3, з яких 141 млн м3 відноситься до корисного об’єму. Рівнь води у сховищі може коливатись мід відмітками 722,7 та 750 метрів НРМ.